# Рапопорт, Евгений Менделевич
Евге́ний Ме́нделевич (Миха́йлович) Рапопо́рт (19 июня 1934, г. Днепрострой — 1 августа 2023, г. Санкт-Петербург) — известный Петербургский - Ленинградский архитектор и педагог. Заслуженный архитектор России (1993 г.), академик МААМ, член-корреспондент РАХ (2011 г.). Академик РААСН (2017 г.), профессор Санкт-Петербургской Академии Художеств имени Ильи Репина.

## Биография
Родился 19 июня 1934 года в г. Днепрострой (Запорожье) УССР.
Отец – Рапопорт Михаил (Мендель) Борисович (1905-1978 гг.) – один из основателей отечественной цветной металлургии, доктор технических наук, профессор Ленинградского Горного института. В годы войны был начальником центральной лаборатории и научным руководителем исследовательских работ Уральского алюминиевого завода (УАЗ). За большой вклад в развитие алюминиевой отрасли награжден орденом «Трудового Красного Знамени», тремя орденами «Знак Почета» и медалью «За доблестный труд в Великой Отечественной войне 1941-1945 гг.».
Мать – Менхина Цецилия Евхоновна (1909-1974 гг.)
Брат – Рапопорт Владимир Михайлович (Менделевич) (1937 - 2016 гг.) – металлург, инженер-изобретатель.
Брат – Рапопорт Борис Михайлович (Менделевич) (1939 - 2004 гг.) – художник.
Жена (первый брак) – Бенуа Екатерина Михайловна (1938 - 1992 гг.) – инженер, конструктор.
Жена (второй брак) – Морозова Виктория Николаевна (1960 г.) – архитектор-художник
Дочь – Бенуа Варвара Евгеньевна (1962 г.) – архитектор-художник
В 1948 году после эвакуации  семья переехала из города Каменск-Уральский в Ленинград.
1954-1960 гг.  годы учился на архитектурном факультете Ленинградского ин-та живописи, скульптуры и архитектуры им. И.Е. Репина (мастерская профессора Е.А. Левинсона).
1963-1966 гг. аспирант кафедры архитектуры этого же института.
1960-2009 гг. работал в проектных институтах Ленинграда - Санкт-Петербурга, «Ленгипрогор» (архитектор, руководитель группы), «ЛенНИИпроект» (ГАП), «ЛенЗНИиЭП» (руководитель архитектурно-планировочной мастерской, главный архитектор института)
С 1992 гг. – руководитель ООО «Архитектурная мастерская Рапопорта Е.М.»
Является автором множества жилых и общественных зданий, конкурсных проектов и памятников.
Скончался 1 августа 2023 года в Санкт-Петербурге, похоронен на Большеохтинском кладбище.

### Общественная и педагогическая деятельность
С 1967 преподавал в Санкт-Петербургской академии художеств имени И. Е. Репина (профессор кафедры архитектуры, руководитель персональной творческой мастерской). 
Академик Российской академии архитектуры и строительных наук (РААСН, 2017 г.) и Российской академии художеств (Отделение архитектуры, с 2011 г.). Академик, профессор Международной академии архитектуры в Москве (МААМ, 2007 г.).
С 1962 года член Санкт-Петербургского Союза архитекторов и Союза архитекторов России. Член градостроительного совета Санкт-Петербурга.

### Творческий стиль
Постмодернизм - явление глобальное и «гибридное», явление, умеющее принимать нужные формы, соответствующие среде, окружающей его. И хотя он не склонен к прямой мимикрии, постмодернизм как губка впитывает контекст и перерабатывает его. Всего несколько лет отделяют детский садик С. П. Шмакова и проект метро «Крестовский остров» Евгения Рапопорта, датирующийся 1987 годом, но за это время «стиль» успел адаптироваться к среде. К чему же, как не к классике, оставалось обратиться постмодернизму в Ленинграде.
Евгений Рапопорт стоит у истоков бурно критикуемого сейчас явления в отечественной архитектуре 1990-х годов, именуемого ретроспективизмом. Даже вне контекста философии постмодернизма появление такой архитектуры абсолютно логично. Директивное официальное насаждение модернизма на протяжении трех десятилетий, причем диктуемое исключительно экономическими (а никак не художественными) соображениями, не могли не привести к эффекту сжатой пружины, выстрелившей тотчас же, когда советские доктрины в одночасье обесценились. 
Тем не менее, в проекте «Крестовского острова» Рапопорт демонстрирует себя эталонным постмодернистом. Архитектор использует приём грубо формального противопоставления классической аркады и модернистской «стекляшки», массивного камня с нарочито простыми обломами и хрупких стёкол в тонких рамах. Апофеозом всей этой драмы становится «античная арка» с парящим над ней портиком на зеркальной стене в конце перронного зала. Проект, реализованный уже в 1990-е годы, можно рассматривать как символический финал советской архитектуры в нашем городе и одновременно, как мостик к архитектуре новых времен.

## Награды и звания
- Почетное звание «Заслуженный архитектор Российской Федерации» (1993 г.)[4]
- Медаль Союза Архитекторов России «За высокое зодческое мастерство» (1994 г.)[4]
- Золотая медаль РАХ (за станцию метро «Крестовский остров») (2000 г.)
- Диплом РАХ «За развитие традиций в современной архитектуре» за архитектурное решение станции метро «Спасская» (2009 г.)
- Медаль В. И. Баженова «За высокое зодческое мастерство» Союза Архитекторов России (2009 г.)[4]
- Гран-при смотра «Архитектон-2009» (станция метро «Спасская»).
- Орден Дружбы (за многогранную и плодотворную деятельность) (2015 г.)
- Золотые и серебряные дипломы фестиваля «Зодчество» и многие другие награды различных смотров и конкурсов.

## Избранные проекты и постройки
- Комплекс Всероссийского детского центра «Орленок» близ Туапсе, генеральный план центральной зоны, лагерь «Штормовой» (1961-1966 гг. с архитекторами Л. Гальпериным, А. Свирским и П. Юшканцевым)
- Памятники и мемориалы: 
  - героям дивизии народного ополчения в деревне Воронино Новгородской области
  - героям войны в Новгородском Кремле
  - освободителям города Старая Русса (с архитекторами А. Свирским и П. Юшканцевым)
  - памятный знак «Блокадный колодец» на проспекте Непокоренных в Петербурге (с архитектором А. Свирским и скульптором М. Круппа) и многие другие (1964-1970 гг.).
- Проект застройки проспекта Непокоренных и ансамбль площади Мужества в СПб (1970 г. с архитекторами А. Свирским, Л. Шимаковским, Л. Шретером, П. Юшканцевым)
- Жилые дома по проспекту Непокоренных от площади Мужества до ул.Бутлерова, дома на въезде на Гражданский проспект (1978-2003 гг.), дома на пересечении Гражданского и проспекта Просвещения (1988-1994 г. с архитекторами А. Свирским, П. Юшканцевым)
- Жилой комплекс на Кронштадтском шоссе (с архитекторами Л. Мишурисом и С. Жильцовым), проект общежития морского завода в Кронштадте (1978-1986 гг.)
- Проекты гостиницы на 1050 мест на юго-западе Петербурга, мотеля на 370 номеров в кв.30, общежития Лесотехнической академии и др. (1990-1992 гг.)
- Конкурсный проект реконструкции Сенной площади с торгово-развлекательным центром и гостиницей с восстановлением церкви Спаса-на-Сенной (1990-1992 гг. с архитектором  Г. Васильевым) Первая премия и право реализации.
- Жилой дом с встроенным салоном-выставкой «Дом продажи автомобилей» Крестьянский переулок д. 4  (2002 г. с архитекторами  В. Поповым, И. Журавлевой, В. Морозовой)
- Конкурсные проекты административного здания ЗАКСа Ленобласти в СПб и многофункционального комплекса «Музей Плаза» - расширение фондохранилища музея Этнографии в СПб (2004 г. с архитектором Г. Челбогашевым)
- Жилой комплекс с учреждениями досуга и паркингом в ансамбле с наземным вестибюлем станции метрополитена «КРЕСТОВСКИЙ ОСТРОВ», ул. Рюхина (2007-2009 гг. с архитекторами Ф. Апостолом, В. Кострюковой, В. Морозовой)
- Станции Петербургского метрополитена:
  - «ПЛОЩАДЬ МУЖЕСТВА» (1974 г. с архитекторами А. Свирским, Л. Шимаковским, Л. Шретером, П. Юшканцевым)
  - «КРЕСТОВСКИЙ ОСТРОВ» наземный и подземный вестибюль (1999 г. с архитекторами  Г. Васильевым, А. Кривцуном)
  - «СПАССКАЯ» (2009 г. с архитекторами В. Хозацким, В. Морозовой)